# San Bartolomeo Val Cavargna
San Bartolomeo Val Cavargna (semplicemente San Bartolomeo fino al 1863; San Bortul in dialetto comasco, AFI: /saŋˈbɔrtul/) è un comune italiano di 951 abitanti della provincia di Como in Lombardia.
Il primo Consiglio comunale fu eletto nel 1821.

## Geografia fisica
Comune montano al centro della val Cavargna, San Bartolomeo si sviluppa fra i 700 ed i 900 metri di quota sullo sperone che domina la confluenza della valle di Lana con la valle principale, incisa dal torrente Cuccio.
Il paese è circondato dal monte Tabor, dal Monte Bregagno e dal Monte Grona.

## Storia
Ai tempi del Ducato di Milano, il comune di San Bartolomeo faceva parte della pieve di Porlezza.
I cassinaggi di Galbino, Vora e Sora risultano parte integrante di San Bartolomeo già nel 1751.
Quando, nel 1812, Napoleone Bonaparte decretò un intervento di concentrazione dei comuni meno popolosi del Regno d'Italia, San Bartolomeo venne incorporato nel comune di San Nazzaro. Tale aggregazione venne tuttavia abrogata nel 1816 per mano degli austro-ungarici, tornati in possesso della Lombardia in seguito alla caduta di Napoleone e determinati nel riformare l'amministrazione del costituito Regno Lombardo-Veneto mediante l'attivazione di nuove province, tra cui quella di Como.
In seguito all'unità d'Italia, un Regio decreto dell'8 febbraio 1863 decretò la ridenominazione del comune di San Bartolomeo in "San Bartolomeo Val Cavargna".
Una seconda aggregazione dei comuni di San Bartolomeo Val Cavargna e San Nazzaro Val Cavargna fu in vigore tra il 1928 e il 1950.

### Simboli
Il Comune non ha ancora adottato uno stemma ufficiale.

## Monumenti e luoghi d'interesse

### Architetture religiose

#### Chiesa di San Bartolomeo
San Bartolomeo già verso la fine del XIII secolo aveva una sua chiesetta, inizialmente sotto le dipendenze della pieve di Porlezza e poi, intorno al 1582, elevata a parrocchia.
La chiesa parrocchiale, che fu demolita ai primi del Novecento perché fatiscente, era di grandi dimensioni e fu salvato solo il campanile che porta scolpita la data del 18 agosto 1626. Tra il 1909 e il 1911, con opposto orientamento, sorse la nuova parrocchiale di San Bartolomeo Apostolo, un edificio imponente con transetto, in stile neogotico.
Da ampia gradinata si accede alla facciata che incorpora quella del demolito edificio. All'interno troviamo un altare barocco in marmi policromi e due affreschi raffiguranti la Madonna in trono con il Battista e san Rocco, del XV secolo, e Sant'Antonio da Padova, del XVII secolo, strappati da abitazioni di Vora e di Sora. La chiesa conserva inoltre una Sacra Famiglia con san Carlo del 1633 e i Santi Antonio, Stefano e Giacomo del 1652.
Il pittore comasco Eugenio Rossi nel 1963-64 arricchi la chiesa di vetrate a colori nell'abside con i Fatti dell'Antico Testamento e, in facciata, la Regalità della Vergine.

#### Altre architetture religiose
Nella località Tavaino si trovano il cinquecentesco oratorio di San Rocco e la chiesa di Santa Margherita, risalente alla metà del XVII secolo.
La località di Oggia ospita la piccola chiesa di Santa Maria Ausiliatrice, costruita per voto nel 1949.

## Società

### Evoluzione demografica

#### Demografia pre-unitaria
- 410 nel 1771
- 541 nel 1805
- 559 nel 1809
- annessione a San Nazzaro nel 1812
- 901 nel 1853

(Fonte: lombardiabeniculturali)

#### Demografia post-unitaria
Abitanti censiti

## Geografia antropica
San Bartolomeo Val Cavargna comprende sei nuclei:
- Sora, nel fondovalle, bagnato dal Cuccio;
- Vora, sul fianco dell'altura soprastante dove ci sono la chiesa parrocchiale e il cimitero[7];
- Calbino, sede municipale[7];
- Tavaino
- Costa, situata ad oriente e a 925 metri di quota
- Oggia, situata più a nord, a 1118 metri di quota.

### Esplicative
1. ↑  Per il dialetto comasco, si utilizza l'ortografia ticinese, introdotta a partire dal 1969 dall'associazione culturale Famiglia Comasca nei vocabolari, nei documenti e nella produzione letteraria.

### Bibliografiche
1. 1 2   Bilancio demografico mensile anno 2024 (dati provvisori), su demo.istat.it, ISTAT.
2. ↑   Classificazione sismica (XLS), su rischi.protezionecivile.gov.it.
3. ↑   Tabella dei gradi/giorno dei Comuni italiani raggruppati per Regione e Provincia (PDF), in Legge 26 agosto 1993, n. 412, allegato A, Agenzia nazionale per le nuove tecnologie, l'energia e lo sviluppo economico sostenibile, 1º marzo 2011,  p. 151. URL consultato il 25 aprile 2012 (archiviato dall'url originale il 1º gennaio 2017).
4. ↑   Comune di San Bartolomeo 1816 - 1859, su LombardiaBeniCulturali.
5. 1 2 3 4 5   SIUSA - Comune di San Bartolomeo Val Cavargna, su siusa.archivi.beniculturali.it. URL consultato il 14 aprile 2020.
6. ↑   Comune di San Bartolomeo, sec. XIV - 1757, su Istituzioni storiche – Lombardia Beni Culturali. URL consultato il 12 maggio 2020.
7. 1 2 3 4 5 6 7  Borghese, p. 394.
8. ↑   SIUSA - Parrocchia di San Bartolomeo di San Bartolomeo Val Cavargna, su siusa.archivi.beniculturali.it. URL consultato il 14 aprile 2020.
9. ↑  Frigerio, p. 143.
10. ↑   Campanile della Chiesa di S. Bartolomeo, Via Fontana - San Bartolomeo Val Cavargna (CO), su Architetture – Lombardia Beni Culturali. URL consultato il 14 aprile 2020.
11. ↑   Chiesa di S. Rocco, Via San Rocco - San Bartolomeo Val Cavargna (CO), su Architetture – Lombardia Beni Culturali. URL consultato il 14 aprile 2020.
12. ↑   Chiesa di S. Margherita, Via Santa Margherita - San Bartolomeo Val Cavargna (CO), su Architetture – Lombardia Beni Culturali. URL consultato il 14 aprile 2020.
13. ↑  Statistiche I.Stat ISTAT  URL consultato in data 28-12-2012.
Nota bene: il dato del 2021 si riferisce al dato del censimento permanente al 31 dicembre di quell'anno. Fonte:  Popolazione residente per territorio - serie storica, su esploradati.censimentopopolazione.istat.it.